# Cornelius Schonaeus

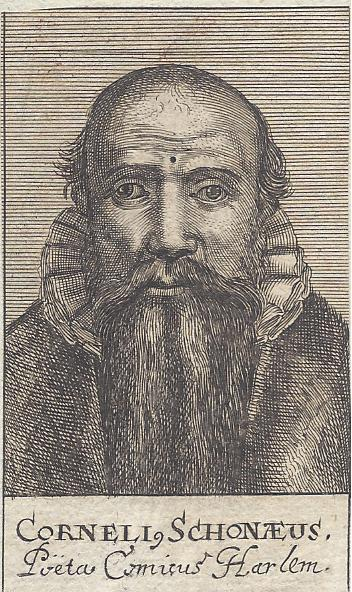
Cornelius Schonaeus (1540–1611) aus einer anonymen Porträtgalerie des 17. Jahrhunderts

Cornelius Schonaeus (* 1540 in Gouda; † 23. November 1611 in Haarlem) war ein niederländischer Pädagoge und Autor neulateinischer Komödien und biblischer Dramen.

## Biografie
Cornelius Schonaeus, ursprünglich Cornelius Schoon oder Cornelius de Schoone wurde 1540 in Gouda als ältester Sohn des Metzgers Adriaen Corneliszoon Schoon geboren. Mit neun Jahren besuchte er zunächst die Lateinschule seiner Heimatstadt, um dann die Schulzeit ab Juli 1556 vermutlich in Utrecht abzuschließen. Ab dem 28. August 1560 war Schonaeus in Löwen immatrikuliert. Angeregt durch Cornelius Valerius verfasste er bereits zur Schulzeit Epigramme und Elegien in lateinischer Sprache. Ein Studienabschluss ist nicht dokumentiert.
Nach einer kurzen Zeit als Hauslehrer ließ sich Schonaeus in Haarlem nieder. An 1564 ist seine Tätigkeit als Hilfslehrer (Ludimagister) und Lektor der Groten Latijnse School von Haarlem belegt. Schonaeus ehelichte 1565 oder 1566 Weyntgen Jacobstocher (van) Blyenburg, die ebenfalls aus Gouda stammte und ihm  mindestens sieben Kinder gebar. 1572 zum Rektor der Groote gemeene Schoole von Den Haag avanciert, versah er dieses Amt nur bis 1574, um die Position des Rektors an seiner alten Schule in Haarlem einzunehmen. Schonaeus bezog eine Dienstwohnung in der Grote School. Er führte an seiner Schule in Haarlem selbstverfasste lateinische Theaterstücke auf. Da ihm die antiken Vorbilder Plautus und Terenz zu freizügig erschienen, bearbeitete er Themen aus der Bibel, die jedoch zumeist keine theatralische Spannung erzeugten. Der Schule in Haarlem gab er 1576 eine neue Schulordnung die „Leges scholasticae“. 1580 veröffentlichte er eine lateinische Grammatik zum Gebrauch in den Holländischen Staaten. Nach fast 34 Berufsjahren zog er sich 1609 in das Privatleben zurück. Am 23. November 1611 verstarb Schonaeus in Haarlem.

## Rezeption
Cornelius Schonaeus machte sich gleicherweise als Pädagoge und Autor einen Namen. Sein besonderes Anliegen war es, Plautus und Terenz durch sittlichere Stoffe aus dem biblischen Kontext zu ersetzen. Daraus resultierte trotz hoher Anerkennung zu Lebzeiten und der Bezeichnung Christlicher Terenz seine Zeitverfangenheit. Der Wiener Literaturhistoriker Alexander von Weilen fasste seine Vorbehalte gegenüber Schonäus Ende des 19. Jahrhunderts in der ADB zusammen: 

„An Schonaeus hat die Literaturgeschichte keine Rettung vorzunehmen. Sie muß im Gegenteil die überschwengliche Bewunderung, welche der christliche Terenz bei seiner Mitwelt fand, erheblich einschränken.“

Die Bewunderung der Mitwelt führte dazu, dass Künstler der Zeit, darunter Hendrick Goltzius, Pieter de Jode der Ältere und Jan Saenredam Szenen aus den Bühnenwerken von Schonaeus aufgriffen und in Zeichnungen, Druckgrafiken und Ölbildern verbreiteten.

## Werke
Erstausgaben;
- Tobaeus, 1568, gedruckt 1570 mit dem Liber elegiarum im Anhang.
- Nehemias, 1569.
- Saul, 1570.
- Naaman, Joseph und Judith, als erster Band einer Gesamtausgabe 1592 in Haarlem erschienen. Reprint Köln 1595 unter dem Titel Terentius Christianus
- Susanna, Daniel, Triumphus Christi, Typhlus, Pentecoste und Ananias, als zweiter Teil 1600 in Haarlem erschienen.
- Baptistes, Dyscoli, Pseudostratiotae (separat bereits 1592 erschienen), Cunae, Vitulus und der Liber epigrammatum, als dritter und letzter Teil 1603 in Haarlem erschienen.
- Fabula comica, als Einzeldruck 1607 in Zwolle erschienen.

Übersetzungen in das Deutsche;
- Naaman, übersetzt von E. Major, Breslau, 1605.
- Tobaeus, übersetzt von Barthold von Gadenstedt, 1605.
- Triumphus Christi, übersetzt von Elias Gerlach, Kolditz und Balthasar Schnurr, 1607.
- Pseudostratiotae, übersetzt von Balthasar Schnurr, 1607.

Sonstige Schriften;
- Schonaeus verfasste eine Schulordnung, einen Bücherkatalog sowie eine lateinische Schulgrammatik.